# Pseudolachnostylis
Pseudolachnostylis maprouneifolia es una especie de planta de flores perteneciente a la familia Phyllanthaceae y la única que comprende el género  Pseudolachnostylis. Es nativa de África y tiene varias variedades.

## Sinonimia y variedades
Pseudolachnostylis maprouneifolia presenta las siguientes variedades:
- P. m. var. dekindtii: Desde Zaire hasta Sudáfrica. Sinónimo: Pseudolachnostylis dekindtii Pax[3]
- P. m. var. glabra: Desde Burundi hasta Sudáfrica. Esta variedad ha sido catalogada como especie vulnerable por en la lista roja de especies amenazadas de la IUCN.[4] Sinónimos:
  - Pseudolachnostylis dekindtii var. glabra Pax[5]
  - Cleistanthus glaucus Hiern[6]
  - Pseudolachnostylis verdickii De Wild.[7]
  - Pseudolachnostylis bussei Pax ex Hutch.[8]
  - Pseudolachnostylis glauca (Hiern) Hutch.[9]
- P. m. var. maprouneifolia: Desde Zaire hasta Sudáfrica.
- P. m. var. polygyna: Desde Tanzania a Zambia. Sinónimo: Pseudolachnostylis polygyna Pax & K.Hoffm.[10][11]